# UFC Fight Night: Brown vs. Silva
UFC Fight Night: Brown vs. Silva（ユーエフシー・ファイトナイト：ブラウン・バーサス・シウバ、別名UFC Fight Night 40）は、アメリカ合衆国の総合格闘技団体「UFC」の大会の一つ。2014年5月10日、オハイオ州シンシナティのUSバンクアリーナで開催された。

## 大会概要
本大会ではマット・ブラウンとエリック・シウバによるウェルター級ワンマッチが組まれた。

### カード変更
負傷などによるカードの変更は以下の通り。
- アレクサンダー・ヤコヴレフ → ザック・カミングス（第5試合）

- ウィリアム・マカリオ → ティム・ミーンズ（第10試合）

## 試合結果

### アーリープレリム
第1試合 ウェルター級ワンマッチ 5分3R
○  アルバート・トゥメノフ vs.  アンソニー・ラプスリー ×
1R 3:56 KO（左フック）
第2試合 ライト級ワンマッチ 5分3R
○  ジャスティン・サラス vs.  ベン・ウォール ×
1R 2:41 KO（左ストレート→パウンド）
第3試合 フェザー級ワンマッチ 5分3R
○  ニック・レンツ vs.  マニー・ガンブリャン ×
3R終了 判定3-0（30-27、30-27、30-27）

### プレリミナリーカード
第4試合 バンタム級ワンマッチ 5分3R
○  ジョニー・エドゥアルド vs.  エディ・ワインランド ×
1R 4:37 KO（右フック→パウンド）
第5試合 ウェルター級ワンマッチ 5分3R
○  ザック・カミングス vs.  ヤン・カブラル ×
3R終了 判定3-0（29-28、29-28、29-28）
第6試合 フライ級ワンマッチ 5分3R
○  堀口恭司 vs.  ダレル・モンタギュー ×
3R終了 判定3-0（30-27、30-27、29-28）
第7試合 ミドル級ワンマッチ 5分3R
○  エド・ハーマン vs.  ハファエル・ナタル ×
3R終了 判定3-0（30-27、29-28、29-28）

### メインカード
第8試合 フライ級ワンマッチ 5分3R
○  クリス・カリアソ vs.  ルイス・スモルカ ×
3R終了 判定2-1（29-28、28-29、29-28）
第9試合 ヘビー級ワンマッチ 5分3R
○  ソア・パラレイ vs.  ルアン・ポッツ ×
1R 2:20 KO（マウントパンチ）
第10試合 ウェルター級ワンマッチ 5分3R
○  ニール・マグニー vs.  ティム・ミーンズ ×
3R終了 判定3-0（29-28、29-28、30-27）
第11試合 ライト級ワンマッチ 5分3R
○  ダロン・クルックシャンク vs.  エリック・コク ×
1R 3:21 TKO（左ハイキック→パウンド）
第12試合 ミドル級ワンマッチ 5分3R
○  コスタ・フィリッポウ vs.  ロレンツ・ラーキン ×
2R 3:47 KO（スタンドパンチ連打）
第13試合 ウェルター級ワンマッチ 5分5R
○  マット・ブラウン vs.  エリック・シウバ ×
3R 2:11 TKO（パウンド）

### 各賞
ファイト・オブ・ザ・ナイト： マット・ブラウン vs. エリック・シウバ
パフォーマンス・オブ・ザ・ナイト： マット・ブラウン、ジョニー・エドゥアルド
各選手にはボーナスとして5万ドルが支給された。